# Умершие в мае 1996 года
Это список известных людей, соответствующих установленным критериям значимости (см. Википедия:Критерии значимости персоналий), умерших в мае 1996 года.
Причина смерти указывается лишь в исключительных случаях (убийство, самоубийство, гибель в результате военных действий, смертная казнь, ДТП или несчастные случаи). В остальных случаях — не указывается.
- 1 мая — Луана Паттен (57) — американская актриса.
- 2 мая — Василий Колесник (81) — участник Великой Отечественной войны, сбивший 8 вражеских самолётов лично и ещё 13 — в составе группы; Герой Советского Союза.
- 2 мая — Василий Федоренко (76) — Герой Советского Союза.
- 3 мая — Герман Кестен (96) — немецкий писатель.
- 3 мая — Иван Ключник (73) — Герой Советского Союза.
- 4 мая — Александр Волков (75) — Герой Советского Союза.
- 5 мая — Владимир Омельянович (71) — Полный кавалер ордена Славы.
- 6 мая — Минходж Гулямов (66) — советский и таджикский научный и государственный деятель.
- 6 мая — Анатолий Калмыков (59) — советский и украинский учёный-радиофизик, лауреат Государственной премии УССР в области науки и техники, заслуженный деятель науки и техники Украины.
- 6 мая — Иосиф Ковалёв (83) — советский работник сельского хозяйства Челябинской области, Герой Социалистического Труда.
- 6 мая — Эд Лав (85) — американский художник-мультипликатор.
- 6 мая — Гамлет Мхитарян (33) — советский и армянский футболист.
- 7 мая — Драшко Вилфан (82) — югославский пловец, учёный-медик.
- 8 мая — Семен Калиниченко (73) — Герой Советского Союза.
- 9 мая — Атилла Расих (79) — татарский писатель.
- 9 мая — Михаил Брохес (86) — пианист-концертмейстер, педагог. Заслуженный артист РФ.
- 9 мая — Михаил Иванов (76) — Герой Советского Союза.
- 9 мая — Ивонн Фонтен (82) — британская и французская разведчица Управления специальных операций.
- 10 мая — Йоже Бабич (79) — словенский режиссёр, актёр и драматург.
- 10 мая — Владимир Корниенко (71) — участник Великой Отечественной и Советско-японской войны, полный кавалер ордена Славы, младший сержант, пулемётчик пулемётной роты взвода 1262-го стрелкового полка 380-й Орловской Краснознаменной ордена Суворова стрелковой дивизии 49-й армии 2-го Белорусского фронта.
- 11 мая — Михаил Туманишвили (75) — грузинский режиссёр, педагог, народный артист СССР (1981).
- 11 мая — Иван Вишневский (39) — советский футболист, защитник; меланома.
- 12 мая — Иван Вихров (78) — Герой Советского Союза.
- 12 мая — Владимир Зайчук (74) — советский политический деятель, министр юстиции Украинской ССР (1970—1990).
- 12 мая — Алексей Клеменчук (92) — советский политический деятель, министр пищевой промышленности РСФСР (1965—1979).
- 13 мая — Фёдор Верещагин (85) — советский украинский актёр, театральный режиссёр.
- 15 мая — Сантьяго Веласко Льянос (81) — колумбийский композитор и музыкальный педагог.
- 16 мая — Эдгар Ортенберг (95) — американский скрипач российского происхождения.
- 16 мая — Николай Полковников (71) — полный кавалер «Ордена Славы».
- 17 мая — Иван Бровченко (70) — капитан Советской Армии, участник Великой Отечественной войны, Герой Советского Союза.
- 17 мая — Рита Гладунко (67) — советская актриса, заслуженная артистка РСФСР.
- 18 мая — Ибрагим Дубин (75) — участник Великой Отечественной войны, Герой Советского Союза.
- 19 мая — Игорь Петрянов-Соколов (88) — физико-химик, академик АН СССР.
- 21 мая — Шамиль Алядин (83) — крымскотатарский писатель, поэт и общественный деятель.
- 21 мая — Аверкий Гришагин (72) — генерал-лейтенант Советской Армии.
- 21 мая — Владимир Беляков (78) — советский гимнаст, олимпийский чемпион 1952 года в командном первенстве, многократный чемпион СССР. Заслуженный мастер спорта СССР.
- 21 мая — Раффаэле Ди Пако (87) — итальянский велогонщик.
- 21 мая — Игорь Чиннов (86) — русский поэт.
- 22 мая — Николай Полукаров (74) — участник Великой Отечественной войны, Герой Советского Союза.
- 23 мая — Владимир Карват (37) — военный лётчик первого класса, подполковник, герой Беларуси.
- 23 мая — Кронид Любарский (62) — участник правозащитного движения в СССР, политзаключённый, автор идеи учреждения в 1974 году Дня политзаключенного в СССР, политэмигрант; трагически погиб (утонул).
- 23 мая — Жан Пуйю (78) — французский археолог, специалист по эпохе эллинизма.
- 23 мая — Евгений Родионов (19) — рядовой армии России, убитый в плену в Чечне и прославленный в лике мучеников как местночтимый святой Астраханско-Енотаевской епархии РПЦ.
- 24 мая — Норман Рене (44 или 45) — американский театральный и кинорежиссёр («Близкий друг» и др. фильмы); СПИД (род. в 1951).
- 25 мая — Петер Оствальд (89) — американский психиатр и психотерапевт.
- 26 мая — Иван Банифатов (77) — Герой Советского Союза.
- 26 мая — Григорий Костенко (71) — советский мелиоратор, кандидат технических наук.
- 27 мая — Климент Русаков (92) — Герой Советского Союза.
- 28 мая — Павел Билаонов (76) — Герой Советского Союза.
- 29 мая — Грант Шагинян (72) — советский гимнаст, олимпийский чемпион.
- 31 мая — Александр Булгаков (89) — советский партийный, государственный деятель.
- 31 мая — Руслан Лабазанов (29) — полевой командир, затем полковник, лидер партии «Нийсо».
- 31 мая — Тимоти Лири (75) — американский писатель, психолог, участник кампании по исследованиям психоделических наркотиков.
- 31 мая — Нина Нечаева (86) — советский ботаник, академик АН Туркмении, Герой Социалистического Труда (1969).
- 31 мая — Георгий Цинёв (89) — деятель органов государственной безопасности СССР, генерал армии.